# Çağla Ilk
Çağla Ilk, (gesprochen: Tschaala Ilk; 20. Juni 1976, Istanbul) ist eine deutsch-türkische Dramaturgin und Kuratorin. Sie war Ko-Direktorin der Staatliche Kunsthalle Baden-Baden, war Kuratorin des deutschen Pavillons bei der Kunst-Biennale in Venedig 2024 und ist designierte Intendantin des Maxim Gorki Theaters.

## Beruflicher Werdegang
Sie erinnerte sich einmal an ihre erste Begegnung mit moderner Kunst und wie diese ihr Leben veränderte:

„Meine erste Begegnung mit moderner Kunst war 1995 auf der Istanbul Biennale, kuratiert von René Block. Da war eine Installation von Hale Tenger ausgestellt. Ich erinnere mich noch genau an das kleine graue Wachhäuschen. […] Ich wollte nach diesem Erlebnis sofort aufbrechen. Es war so klar, dass wir in der Türkei eingeschlossen waren. Ich denke, es war dem Leben in der DDR vergleichbar. Heute teile ich mit meinen ostdeutschen Kollegen den gleichen Humor.“

Sie studierte Architektur an der Mimar Sinan Universitesi in Istanbul und zog Ende Februar 2004 nach Berlin, um weiter zu studieren. Anschließend hat sie an der Technischen Universität Berlin ein Architekturstudium abgeschlossen. Ihre Arbeit ist zwischen Bildender Kunst, Architektur, Urbanistik, Sound, Theater und Performance angesiedelt und wird als transdisziplinär beschrieben. In Kollaboration mit Akteuren aus der Kunst und Bürgerschaft entwickelte sie Projekte für den öffentlichen Raum in der Stadt.
Von 2008 bis 2012 war sie an unterschiedlichen Produktionen als Produzentin, Regisseurin und Dramaturgin im Ballhaus Naunynstraße tätig und hatte dort eine wesentliche Rolle an der Etablierung des Postmigrantischen Theaters.
Sie arbeitete von 2012 bis 2020 als Dramaturgin und Kuratorin am Maxim-Gorki-Theater in Berlin. Dort war sie unter anderem für die interdisziplinäre Kunstausstellung Berliner Herbstsalon und andere Festivals und Projekte zuständig, die darstellende, performative und bildende Kunst verbanden. Häufig findet sich in ihren Arbeiten ein transkultureller Kontext. Bis 2017 war sie Künstlerische Referentin von Shermin Langhoff.
Für öffentliche Räume kreierte sie unter anderem in Berlin, München und Istanbul Performances mit ihrer interdisziplinären-postmigrantischen Plattform Büro Milk.  Seit 2008 begleitet sie als künstlerische und wissenschaftliche Mitarbeiterin das interdisziplinäre Projekt Die Migration von Räumen ‒ Placemaking im Fokus von Migration und Mauerfall. Als Wissenschaftlerin arbeitete sie im Forschungsprojekt Baukultur in der multiethnischen Stadt an der Universität Siegen.
Seit 2020 leitet sie mit Misal Adnan Yıldız die Staatliche Kunsthalle in Baden-Baden. Sie rückte in einem ihrer ersten Projekte das Frühwerk von Ulrike Ottinger in den Mittelpunkt.
Im März 2023 wurde Ilk als Kuratorin des deutschen Pavillons bei der Kunst-Biennale in Venedig 2024 ausgewählt. Ilk entschied sich für eine künstlerische Darbietung, die sich von politischen Themen distanziert und wählte für die Gestaltung des Pavillons die Künstlerin Yael Bartana und den Theaterregisseur Ersan Mondtag aus. Ihr Fokus lag auf der ästhetischen Erfahrung und der Fähigkeit der Kunst zur Infragestellung von Gewissheiten. Neben dem Pavillon wurde mit dem Ziel der Grenzüberschreitung auf der Insel La Certosa ein akustischer „Resonanzraum“ von Künstlern wie Michael Akstaller, Nicole L’Huillier, Robert Lippok und Jan St. Werner entwickelt.
Ilk wird ab dem 1. August 2026 die Intendanz des Maxim Gorki Theaters übernehmen und damit Shermin Langhoff ablösen; Ilk plant, den von Langhoff geschaffenen postmigrantischen Charakter des Gorki Theaters beizubehalten, das bestehende Ensemble zu erhalten und verstärkt auf Interdisziplinarität zu setzen. Ilks Vertrag läuft bis zum 31. Juli 2031.

## Mitgliedschaften
Ilk sitzt im Präsidium des größten Berliner Kunstvereins Neue Gesellschaft für bildende Kunst (nGbK) und ist Mitglied im Rat für die Künste Berlin.
Sie ist Gründungs- und Vorstandsmitglied des Forum Berlin Istanbul e.V. (FBI).

## Theater- und andere Projekte (Auswahl)
- 2003: ErsatzStadt Istanbul,  Volksbühne am Rosa-Luxemburg-Platz, Berlin
- 2005: 1. Internationale Woche für Informelles Bauen Berlin ‒ Rent a Room, Berlin
- 2006: Reloading Kreuzberg, Berlin. X-Wohnungen, Berlin-Neukölln
- 2012: Abraham und die Metzger, Ballhaus Naunynstrasse, Regie[10]

## Veröffentlichungen (Auswahl)
- 2004: Co-Edition für das Buchprojekt Self Service City: Istanbul, Berlin
- 2022: Feministische Strategien in transkulturellen Kontexten. Neue Positionen und Perspektiven in Kunst und kuratorischer Praxis. In: Kunstmuseum Wolfsburg (Hrsg.): Empowerment. Art and Feminism. Wolfsburg, 2022, S. 137–140.[11]